# Johann (Hanau)
Johann von Hanau  (* um 1377; † 4. März 1411 in Frankfurt am Main) war – zusammen mit seinem Bruder, Reinhard II. von Hanau – ab 1404 Mitregent der Herrschaft Hanau.

## Herkunft
Johann von Hanau war ein Sohn von Ulrich IV. von Hanau und dessen Ehefrau Elisabeth von Wertheim. Neben Reinhard II. hatte er zwei weitere Brüder, Ulrich V. und Konrad. Johann blieb aus dynastischen Gründen unvermählt, da in Hanau Primogenitur galt und bis zum ausgehenden Mittelalter immer nur der älteste Bruder heiraten durfte und erbte. Normalerweise traten Nachgeborene in den geistlichen Stand. Auffällig ist, dass mit Johann und seinem Bruder, Reinhard II., erstmals nachgeborene männliche Familienmitglieder weltlich bleiben. Einer der Söhne Ulrichs IV., es könnte Johann gewesen sein, war 1390 als Student in der Universität Heidelberg eingeschrieben. Der entsprechende Eintrag in den Matrikeln nennt keinen Rufnamen, sondern spricht nur von einem „domicellus de Hanaw“.
| Ahnentafel Graf Philipp Ludwig II. von Hanau-Münzenberg | Ahnentafel Graf Philipp Ludwig II. von Hanau-Münzenberg                            | Ahnentafel Graf Philipp Ludwig II. von Hanau-Münzenberg                            | Ahnentafel Graf Philipp Ludwig II. von Hanau-Münzenberg                              | Ahnentafel Graf Philipp Ludwig II. von Hanau-Münzenberg                                    | Ahnentafel Graf Philipp Ludwig II. von Hanau-Münzenberg | Ahnentafel Graf Philipp Ludwig II. von Hanau-Münzenberg |
| ------------------------------------------------------- | ---------------------------------------------------------------------------------- | ---------------------------------------------------------------------------------- | ------------------------------------------------------------------------------------ | ------------------------------------------------------------------------------------------ | ------------------------------------------------------- | ------------------------------------------------------- |
| Urgroßeltern                                            | Ulrich II. von Hanau (* 1280; † 1346) ⚭ Agnes von Hohenlohe (* vor 1295; † 1343)   | Gerlach von Nassau (* 1283; † 1361) ⚭ Agnes von Hessen (* ?; † 1371)               | Rudolf III. von Wertheim (* 1302; † 1355) ⚭ Elisabeth von Breuberg (* ?; † 1358)     | Friedrich IV. von Hohenzollern (* 1287; † 1332) ⚭ Margarete von Kärnten (* ?; † nach 1348) |                                                         |                                                         |
| Großeltern                                              | Ulrich III. von Hanau (* ca. 1310; † 1369/70) ⚭ Adelheid von Nassau (* ?; † 1344)  | Ulrich III. von Hanau (* ca. 1310; † 1369/70) ⚭ Adelheid von Nassau (* ?; † 1344)  | Eberhard I. von Wertheim (* ?; † 1373) ⚭ Katharina von Hohenzollern (* ?; † n. 1369) | Eberhard I. von Wertheim (* ?; † 1373) ⚭ Katharina von Hohenzollern (* ?; † n. 1369)       |                                                         |                                                         |
| Eltern                                                  | Ulrich IV. von Hanau (* 1330/40; † 1380) ⚭ Elisabeth von Wertheim (* 1347; † 1378) | Ulrich IV. von Hanau (* 1330/40; † 1380) ⚭ Elisabeth von Wertheim (* 1347; † 1378) | Ulrich IV. von Hanau (* 1330/40; † 1380) ⚭ Elisabeth von Wertheim (* 1347; † 1378)   | Ulrich IV. von Hanau (* 1330/40; † 1380) ⚭ Elisabeth von Wertheim (* 1347; † 1378)         |                                                         |                                                         |
| Johann von Hanau                                        |                                                                                    |                                                                                    |                                                                                      |                                                                                            |                                                         |                                                         |

Zur Familie vgl. Hauptartikel: Hanau (Adelsgeschlecht)

## Regierungsantritt

### Voraussetzungen
Unmittelbarer Erbe Ulrichs IV. von Hanau, war der ältere Bruder Johanns, Ulrich V. Dieser regierte die Herrschaft Hanau seit 1380 formal (es bestand eine Vormundschaft wegen seiner Minderjährigkeit) und ab etwa 1388 in eigener Person. Er blieb allerdings ohne männliche Erben.
Aufgrund der in Hanau geltenden Primogenitur durfte immer nur der älteste Sohn heiraten. Die Kinderlosigkeit des regierenden Herrn von Hanau bedrohte so den Fortbestand seiner Familie. Ausgleich sollte hier zunächst ein Familienvertrag aus dem Jahr 1391 schaffen: Er sah unter anderem vor, dass Reinhard (II.), der nächst ältere Bruder Johanns, nach zehn Jahren sollte heiraten können, falls Ulrich V. bis dahin keine männlichen Erben zeugte. Diese Frist war 1401 abgelaufen.
Seit etwa 1395 ist eine Koalition aus Reinhard II. und seinem Bruder Johann festzustellen, die unabhängig und getrennt von Ulrich V. auftreten und eine gegen ihn gerichtete Politik verfolgen. Es kam deshalb zu offenem Streit, der erstmals mit einem Vergleich im Jahr 1398 beigelegt werden musste. Gleichwohl kam es weiter zu Auseinandersetzungen bis hin zur Fehde. Weiter lässt sich seit 1394, verstärkt seit 1396, nachweisen, dass Ulrich V. in ökonomische Schwierigkeiten geriet. Das reichte schließlich bis zu einer Verpfändung der beiden Städte Hanau und Babenhausen an den Erzbischof Johann II. von Mainz, der daraufhin faktisch zum Mitregenten in der Herrschaft Hanau wurde. Eine Bewertung dieses Vorgangs fällt schwer. Das Erzbistum Mainz war zum einen politischer Konkurrent und Nachbar der Herrschaft Hanau. Andererseits ist zu berücksichtigen, dass Ulrich V. und seine Brüder Neffen zweiten Grades des Mainzer Erzbischofs waren – es blieb also alles in der Familie.

### Staatsstreich von 1404
Ab 1400, verstärkt ab 1402, scheinen sich Reinhard (II.) und sein Bruder Johann politisch dem Erzbischof Johann II. von Mainz genähert zu haben, der schließlich in dem innerfamiliären Streit in Hanau die Fronten wechselte und Ulrich V. fallen ließ. So kommt es im Jahr 1404 zu einer stufenweisen Entmachtung Ulrichs V., bis Reinhard II. und sein jüngerer Bruder Johann den älteren Bruder am 26. November 1404 gemeinsam zur Abdankung zwangen. Reinhard II. und Johann regierten daraufhin bis zum Tod von Johann, 1411, gemeinsam, Reinhard II. anschließend alleine.

## Bewertung
Die Rolle Johanns bei all diesen Vorgängen ist schwer zu bewerten. Er tritt in der archivarischen Überlieferung völlig hinter seinem älteren Bruder, Reinhard II., zurück. Das ist schon in den überlieferten Dokumenten so und wird dadurch verstärkt, dass Johann vierzig Jahre vor seinem älteren Bruder starb, der zudem in der Geschichte der Herrschaft und Grafschaft Hanau – unter anderem als erster Graf von Hanau – eine dominierende Rolle spielt.

## Verweise
1. ↑  Gustav Toepke: Die Matrikel der Universität Heidelberg von 1386 bis 1662. Theil 1: Von 1386 bis 1553. Winter u. a., Heidelberg 1884, S. 43, (Nachdruck. Kraus Reprint, Nendeln/Lichtenstein 1976); Adolf Stölzel: Die Entwicklung des gelehrten Richterthums in deutschen Territorien. Eine rechtsgeschichtliche Untersuchung mit vorzugsweiser Berücksichtigung der Verhältnisse im Gebiet des ehemaligen Kurfürstentums Hessen. Band 2: Anlagen. Register. Cotta, Stuttgart 1872, S. 52 (Neudruck. Scientia-Verlag, Aalen 1964), setzt diese Erwähnung versehentlich auf das Jahr 1389 an.

| Vorgänger | Amt                      | Nachfolger   |
| --------- | ------------------------ | ------------ |
| Ulrich V. | Herr von Hanau 1404–1411 | Reinhard II. |

| Personendaten    | Personendaten     |
| ---------------- | ----------------- |
| NAME             | Johann            |
| ALTERNATIVNAMEN  | Hanau, Johann von |
| KURZBESCHREIBUNG | Herr von Hanau    |
| GEBURTSDATUM     | um 1377           |
| STERBEDATUM      | 4. März 1411      |
| STERBEORT        | Frankfurt am Main |